# سورة الروم
سورة الروم سورة مكية كلها بلا نزاع ، من المثاني، آياتها 60، وترتيبها في المصحف 30، في الجزء الحادي والعشرين، نزلت بعد سورة الانشقاق، بدأت بحروف مقطعة ﴿الم ۝١﴾، تتنبأ الآيات الأولى من السورة بانتصار الروم على الفرس بعد هزيمتهم في معركة أنطاكية (613) خلال بضع سنين، وهو ما حدث في نهاية الحرب الساسانية-البيزنطية 602-628.
ومن أبرز موضوعات السورة: الإخبار عن الغيب، والوعد بالنصر للمؤمنين، والتفكر في مخلوقات الله، والاستدلال بها على وجود الخالق، وتنزيه الله وذكر أدلة وجوده وربوبيته، وإثبات وحدانيته، وبطلان الشرك به، والأمر باتباع الدين.
ومن مقاصد السورة: الإخبار بغلبة الروم على فارس، والعيب على الكفار في إقبالهم على الدنيا، وذكر مشاهد من يوم القيامة، إثبات الأمر لله وحده، وإثبات وحدانتيه، وتأكيد تصرفه في الأمور، وبيان سننه في خلقه، ونصرة أوليائه، وخذلانه أعداءه، وذكر عجائب صنع الله في خلقه.
ومن أغراض السورة: ذكر بعض المشاهد الكونية، والتصريح بأن الدين الإسلامي هو دين الفطرة.

## تسميتها
سميت بسورة الروم لافتتاحها بذكر غلبة الروم. تتكون من (59) آية في عدِّ أهل المدينة وأهل مكة، وفي عدِّ أهل الشام والبصرة والكوفة (60) آية. وكلماتها 807 كلمة. وحروفها 3530 حرف. وهي سورة مكية بالاتفاق. وترتيبها في القرآن الكريم السورة الثلاثون.

## مناسبة السورة لما قبلها
ختمت سورة العنكبوت بقول الله: {وَالَّذِينَ جَاهَدُوا فِينَا لَنَهْدِيَنَّهُمْ سُبُلَنَا وَإِنَّ اللَّهَ لَمَعَ الْمُحْسِنِينَ} [العنكبوت: 69]، فأخبرت أن الله مع المحسنين، وافتتحت السورة التالية بالوحي إلى النبي صلى الله عليه وسلم الموصوف بالإحسان، وكان ذلك شاهدا على صحة رسالته بخبر انتصار الروم على الفرس. {الم. غُلِبَتِ الرُّومُ. فِي أَدْنَى الْأَرْضِ وَهُمْ مِنْ بَعْدِ غَلَبِهِمْ سَيَغْلِبُونَ. فِي بِضْعِ سِنِينَ لِلَّهِ الْأَمْرُ مِنْ قَبْلُ وَمِنْ بَعْدُ وَيَوْمَئِذٍ يَفْرَحُ الْمُؤْمِنُونَ. بِنَصْرِ اللَّهِ يَنْصُرُ مَنْ يَشَاءُ وَهُوَ الْعَزِيزُ الرَّحِيمُ} [الروم:1 – 5].
وكذلك ختمت السورة بذكر الأمان في الحرم لمن أراد الله أن ينصره ويعزه، {أَوَلَمْ يَرَوْا أَنَّا جَعَلْنَا حَرَمًا آمِنًا وَيُتَخَطَّفُ النَّاسُ مِنْ حَوْلِهِمْ أَفَبِالْبَاطِلِ يُؤْمِنُونَ وَبِنِعْمَةِ اللَّهِ يَكْفُرُونَ} [العنكبوت: 67] وابتدأت السورة بانتصار الروم على الفرس؛ لأن الله أراد لهم النصر والعزة.
كما ختمت سورة العنكبوت بالأمر بالمجاهدة في سبيل الله {وَالَّذِينَ جَاهَدُوا فِينَا لَنَهْدِيَنَّهُمْ سُبُلَنَا وَإِنَّ اللَّهَ لَمَعَ الْمُحْسِنِينَ} [العنكبوت: 69]، وافتتحت سورة الروم بذكر غلبة الروم، وفرح المؤمنين بنصر الله لأهل الكتاب لمقاتلتهم الفرس، فكيف بنصر الله للمؤمنين الثابتين على الحق.

## سبب النزول
سبب النزول للآية (2): عن ابن شهاب قال: كان المشركون يجادلون المسلمين وهم بمكة قبل أن يهاجر رسول الله ﷺ فيقولون : الروم يشهدون أنهم أهل الكتاب، وقد غلبتهم المجوس، وأنتم تزعمون أنكم ستغلبوننا بالكتاب الذي أنزل على نبيكم، فكيف غلب المجوس الروم وهم أهل كتاب، فسنغلبكم كما غلب فارس الروم. فأنزل الله الآية.

## ما تفردت به السورة
- انفردت بذكر الروم، فلم يذكروا في غيرها.
- قرأ بها رسول الله صلى الله عليه وسلم في صلاة الفجر.
- أكثر سورة تكرر فيها قوله تعالى: {ومن آياته}.
- اختصت بذكر أوقات الصلوات الخمس.[14]